# Tetrix jinshajiangensis
Tetrix jinshajiangensis is een rechtvleugelig insect uit de familie doornsprinkhanen (Tetrigidae). De wetenschappelijke naam van deze soort is voor het eerst geldig gepubliceerd in 2001 door Zheng & Shi.